# 沃贊省
34°48′N 5°35′W / 34.80°N 5.58°W
沃贊省（阿拉伯语：‎），是摩洛哥的省份，位於該國北部，由丹吉爾-得土安-胡塞馬大區負責管轄，首府設於沃贊，面積1,861平方公里，2004年人口304,528，人口密度每平方公里164人。